# 諸塚村

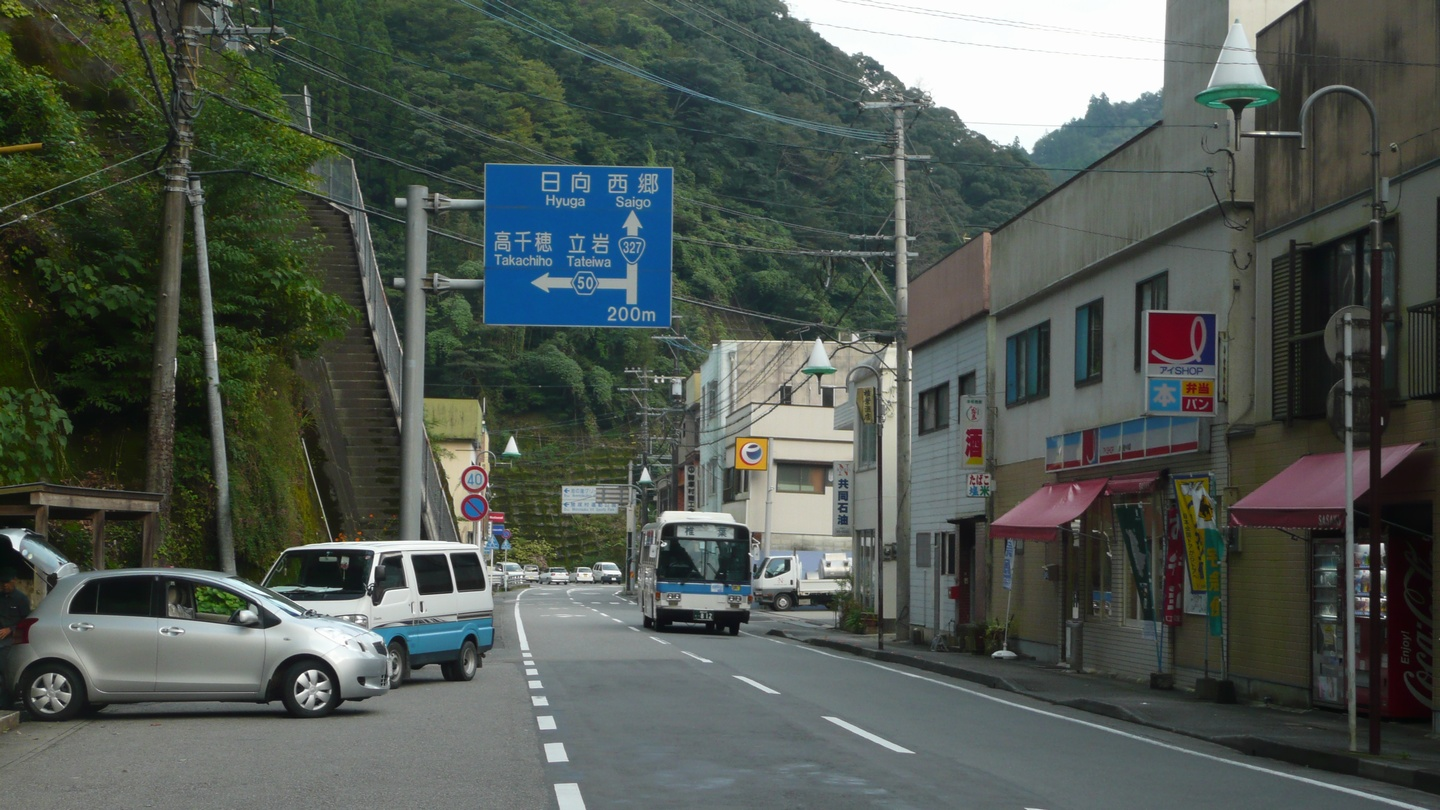
諸塚村中心部（かさ上げ工事前の2008年撮影）

諸塚村（もろつかそん）は、宮崎県北部にある村。東臼杵郡に属する。面積あたりの林道の密度は日本一である。

## 地理
宮崎県内陸部の九州山地に位置しており、全体が山地である。
- 山：諸塚山・黒岳・真弓岳・九郎山
- 川：耳川・柳原川・七ツ山川
- ダム：塚原ダム・諸塚ダム ・山須原ダム・宮の元ダム

※地籍調査の進捗率は100%（2009年度末時点）

### 隣接市町村
- 東臼杵郡美郷町・椎葉村
- 西臼杵郡日之影町・高千穂町・五ヶ瀬町

### 地名
- 家代
- 七ツ山

## 村政
- 村長：藤崎猪一郎（2023年から）
- 前村長：西川健（2015年から２期） 　　　　成崎孝孜（2003年から3期）

## 国政・県政

### 国政
衆議院小選挙区選挙では宮崎2区（延岡・日向・西都・児湯郡・西臼杵郡・東臼杵郡）に属する。近年選出の議員は以下のとおり。
- 2009年8月（第45回衆議院議員総選挙）
  - 江藤拓（自民）

なお道休誠一郎（民主党）が比例で復活当選している。
- 2012年12月（第46回衆議院議員総選挙）
  - 江藤拓（自民）
- 2014年12月（第47回衆議院議員総選挙）
  - 江藤拓（自民）
- 2017年10月（第48回衆議院議員総選挙）
  - 江藤拓（自民）
- 2021年10月（第49回衆議院議員総選挙）
  - 江藤拓（自民）

なお長友慎治（国民民主党）が比例で復活当選している。
- 2024年10月（第50回衆議院議員総選挙）
  - 江藤拓（自民）

なお長友慎治（国民民主党）が比例で復活当選している。

### 宮崎県議会
本村と美郷町、椎葉村、門川町で選挙区をなす。定数は1人。近年選出の宮崎県議会議員は以下のとおり。
- 2019年4月
  - 安田厚生
- 2023年4月
  - 安田厚生

## 歴史
詳細は公式ウェブサイトを参照。

### 近現代
- 1889年5月1日 - 村制施行。家代村と七ツ山村が合併し、諸塚村が誕生。当時の所属郡は西臼杵郡。
- 1899年　荒谷小学校開校
- 1907年「諸塚村是」で林業を主産業とする方針を提示（林業立村の宣言）
- 1932年 - 富高（現め日向市）からの県道（現・国道327号、通称：百万円道路）が諸塚まで開通。
- 1938年　当時日本一の塚原ダムと塚原発電所が竣工
- 1947年　諸塚中学校開校
- 1947年4月3日 - 第1回成人祭（成人式）挙行。成人式発祥の地とされる。
- 1949年　村内全域に公民館組織整備  　　　　 村婦人連絡協議会発足
- 1949年4月1日 - 所属郡を西臼杵郡から東臼杵郡に変更。前述の百万円道路開通により日向市方面との交流が深まったことによる。
- 1952年　村役場が現在地に新築移転
- 1960年　家代小を諸塚小学校に改称
- 1963年　中央公民館が完成
- 1968年　七ツ山中学校　閉校
- 1973年　村民憲章制定
- 1978年　村文化協会発足
- 1984年　村観光協会発足  　　　　　村商工会館完成
- 1986年　第1回諸塚山山開き
- 1987年　村役場新庁舎落成
- 1988年　諸塚自治公民館連絡協議会が農林水産祭村づくり部門で天皇杯を受賞
- 1989年　フォレストピア六峰街道開通
- 1990年　国土保全森林作業隊発足
- 1993年　諸塚神楽が国の選択無形民俗文化財に
- 1995年　国土保全森林作業隊が「ウッドピア諸塚」に改組  　　　　県内初の人工芝野球場完成
- 1997年　高冷地園芸団地完成　ミニトマト栽培開始  　　　　産直住宅プロジェクト始まる
- 1999年 - ネパールのマルファ村より親善大使が来訪。
- 2000年　第1回九州玉入れ選手権大会開催  　　　　活力あるまちづくり自治大臣賞受賞
- 2001年　観光案内所「しいたけの館21」と「どんこ亭」オープン  11月21日-27日 - ネパールのマルファ村より4名の親善大使が来訪。
- 2004年　FSC森林認証を取得
- 2005年　台風14号で中心商店街に記録的被害
- 2006年　立岩小学校閉校
- 2012年3月22日 - 諸塚診療所開設。
- 2014年　希少植物キレンゲショウマを村天然記念物に指定
- 2015年　40年ぶりの村長選挙 　　　　高千穂郷・椎葉山地域として世界農業遺産に認定

## 経済

### 産業
1907年（明治40年）に林業立村を村是と掲げ、1957年（昭和32年）に用材、シイタケ栽培、畜産、茶を村の四大基幹産業と定める。1997年（平成9年）には同村産の木材の利用拡大を図る産直住宅の取組を始める。村内には畜産を含む農業と林業の複合的経営を行う者が多く、牛の林野放牧（同村内では「育林放牧」、「モーモー育林」ともいう。）は同村の特徴である針葉樹と広葉樹の混交林の維持にも寄与している。

## 地域

### 人口
| |                                        |  |
| 諸塚村と全国の年齢別人口分布（2005年） | 諸塚村の年齢・男女別人口分布（2005年） |  |
| ■紫色 ― 諸塚村 ■緑色 ― 日本全国 | ■青色 ― 男性 ■赤色 ― 女性              |  |
| 諸塚村（に相当する地域）の人口の推移 \| 1970年（昭和45年） \| 4,582人 \| \| \| 1975年（昭和50年） \| 3,872人 \| \| \| 1980年（昭和55年） \| 3,470人 \| \| \| 1985年（昭和60年） \| 3,212人 \| \| \| 1990年（平成2年） \| 2,917人 \| \| \| 1995年（平成7年） \| 2,687人 \| \| \| 2000年（平成12年） \| 2,402人 \| \| \| 2005年（平成17年） \| 2,119人 \| \| \| 2010年（平成22年） \| 1,882人 \| \| \| 2015年（平成27年） \| 1,739人 \| \| \| 2020年（令和2年） \| 1,486人 \| \| |                                        |  |
| 総務省統計局 国勢調査より |                                        |  |
| 1970年（昭和45年） | 4,582人                                |  |
| 1975年（昭和50年） | 3,872人                                |  |
| 1980年（昭和55年） | 3,470人                                |  |
| 1985年（昭和60年） | 3,212人                                |  |
| 1990年（平成2年） | 2,917人                                |  |
| 1995年（平成7年） | 2,687人                                |  |
| 2000年（平成12年） | 2,402人                                |  |
| 2005年（平成17年） | 2,119人                                |  |
| 2010年（平成22年） | 1,882人                                |  |
| 2015年（平成27年） | 1,739人                                |  |
| 2020年（令和2年） | 1,486人                                |  |

### 教育

#### 中学校
村立
- 諸塚中学校

#### 小学校
村立
- 諸塚小学校
- 荒谷小学校
- 七ツ山小学校

## 交通

### 空港
- 最寄り空港は熊本空港または宮崎空港。

### 鉄道
- 最寄り鉄道駅はJR九州日豊本線日向市駅。

### バス路線

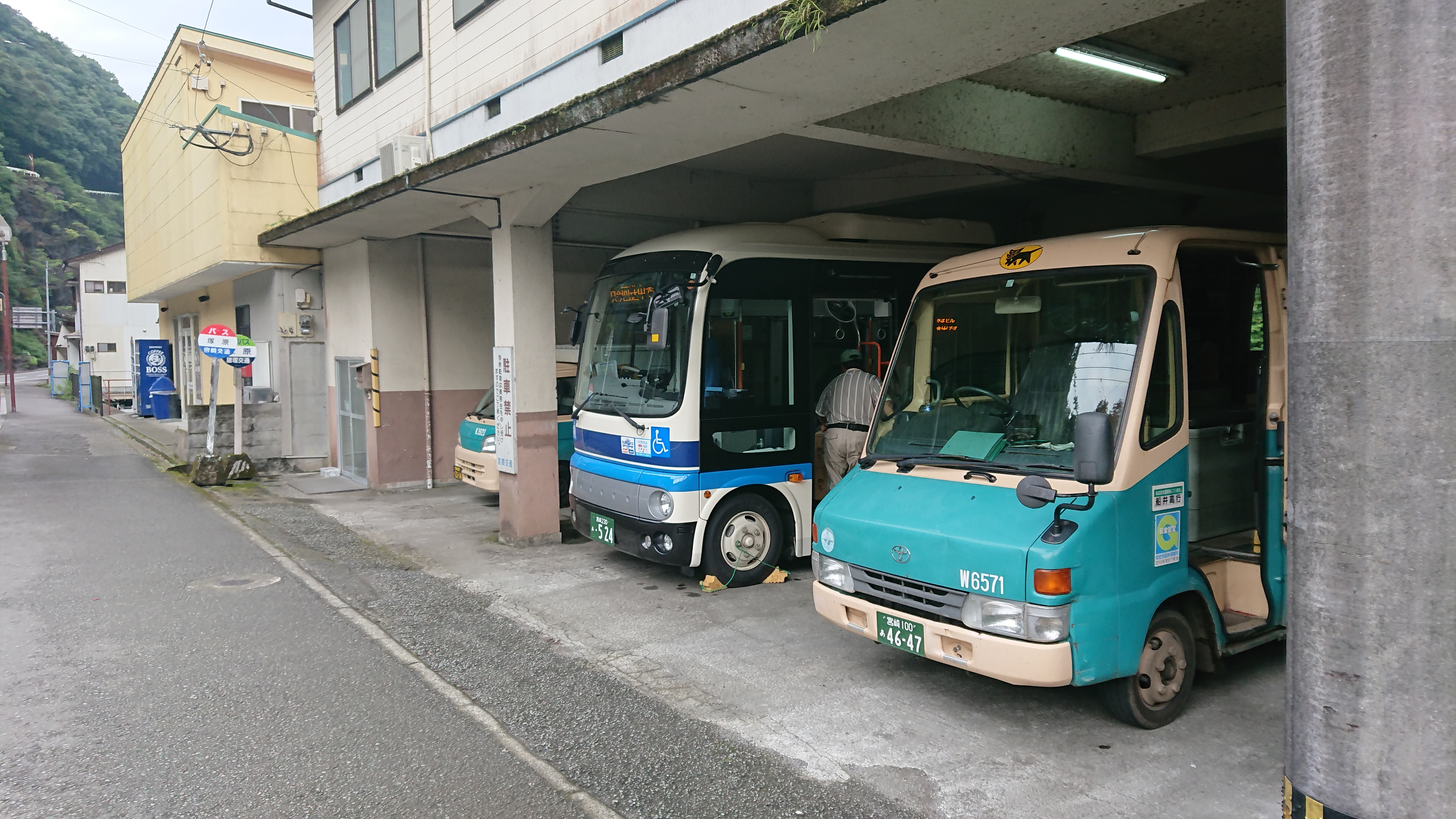
宮崎交通塚原車庫。塚原バス停に併設され、バス2台+αを収容可能。2階に乗務員宿泊施設が整備されている。写真はいわゆる貨客混載によるヤマト運輸車両からの貨物搭載作業中の風景。

#### 一般路線バス
- 宮崎交通 - 日向市中心部と諸塚村を結ぶバス路線を1路線運行する。村外と諸塚村を結ぶ公共交通はこれのみ。
  - 塚原停留所にバス2台分の車庫と宿泊所が整備されており、運転士2名が毎夜宿泊して上椎葉発及び塚原発の始発便を運行している。
    - 日向市 - 美郷町 - 諸塚村 - 椎葉村（イオンタウン日向 - 日向市駅東口 - 道の駅とうごう - 美郷町役場前 - 諸塚 - 塚原車庫 - 上椎葉）
- 諸塚交通 - 地域バス、ふれあいタクシーなどの村内公共交通を運行。

### 道路
高速道路の最寄りインターチェンジは九州自動車道御船インターチェンジ、東九州自動車道日向インターチェンジなど。

#### 一般国道
- 国道327号（地元の通称「百万円道路」）
- 国道503号

#### 県道

##### 主要地方道
- 宮崎県道50号諸塚高千穂線

##### 一般県道
- 宮崎県道209号上長川日之影線

## 名所・旧跡・観光スポット・祭事・催事
- しいたけの館21
- 池の窪グリーンパーク
- 塚原ダム（登録有形文化財）（近代化産業遺産）
- 紋原のフクジュソウ自生地（県天然記念物）
- ゴロウソウの滝
- 諸塚神楽（戸下・南川・神楽）　国選択無形民俗文化財　宮崎県重要無形民俗文化財
- 諸塚山山開き　（3月第一日曜日）